# Бонні-Дун (Каліфорнія)
Бонні-Дун (англ. Bonny Doon) — переписна місцевість (CDP) в США, в окрузі Санта-Крус штату Каліфорнія. Населення — 2868 осіб (2020).

## Географія
Бонні-Дун розташоване за координатами 37°2′37″ пн. ш. 122°8′13″ зх. д. / 37.04361° пн. ш. 122.13694° зх. д. (37.043480, -122.136848).  За даними Бюро перепису населення США в 2010 році переписна місцевість мала площу 43,22 км², уся площа — суходіл.

## Демографія
Згідно з переписом 2010 року, у переписній місцевості мешкало 2678 осіб у 1088 домогосподарствах у складі 687 родин. Густота населення становила 62 особи/км².  Було 1218 помешкань (28/км²).
Расовий склад населення:
| - 92,4 % — білих - 1,9 % — азіатів - 0,6 % — корінних американців - 0,3 % — чорних або афроамериканців - 0,2 % — вихідців з тихоокеанських островів - 1,8 % — осіб інших рас |

До двох чи більше рас належало 2,8 %. Частка іспаномовних становила 6,3 % від усіх жителів.
За віковим діапазоном населення розподілялося таким чином: 16,7 % — особи молодші 18 років, 69,9 % — особи у віці 18—64 років, 13,4 % — особи у віці 65 років та старші. Медіана віку мешканця становила 47,5 року. На 100 осіб жіночої статі у переписній місцевості припадало 110,7 чоловіків;  на 100 жінок у віці від 18 років та старших — 112,9 чоловіків також старших 18 років.
Середній дохід на одне домашнє господарство  становив 121 866 доларів США (медіана — 94 444), а середній дохід на одну сім'ю — 136 580 доларів (медіана — 109 792). Медіана доходів становила 61 875 доларів для чоловіків та 58 500 доларів для жінок. За межею бідності перебувало 12,0 % осіб, у тому числі 9,4 % дітей у віці до 18 років та 5,2 % осіб у віці 65 років та старших.
Цивільне працевлаштоване населення становило 1500 осіб. Основні галузі зайнятості: освіта, охорона здоров'я та соціальна допомога — 21,1 %, науковці, спеціалісти, менеджери — 17,0 %, виробництво — 12,4 %, мистецтво, розваги та відпочинок — 10,9 %.